# Тандиман, Джерика
Джерика Тандиман (англ. Jerica Tandiman; род. 2 ноября 1994 года, Кирнс, штат Юта) — американская конькобежка, участница зимних Олимпийских игр 2018 года.

## Биография
Джерика Тандиман родилась в небольшом городке Кирнс, который находится в округе Солт-Лейк. С детства наблюдала за  со своими родителями и сестрой, которая занималась фигурным катанием на открытом катке в родном городе. Начала заниматься конькобежным спортом в возрасте 7-ми лет после того, как в Кирнсе была построена новая ледовая арена для проведения соревнований в рамках зимних Олимпийских игр 2002 года. В национальной сборной за её подготовку отвечает тренер Мэтт Куреман, с которым Джерика знакома и тренируется ещё с восьмилетнего возраста.
Она дебютировала на международной арене в 2010 году на юниорском чемпионате мира в Москве и участвовала в них до 2014 года. В феврале 2012 года начала выступления на Кубке мира среди юниоров и сразу заняла 3-е место на дистанции 500 м на этапе в Калгари, через год в Розвилле стала 3-й на дистанции 1000 м. Тандиман многократная призерка национального чемпионата по конькобежному спорту в США в юниорской и возрастной категории, а также прочих локальных и международных соревнований.
Только в 2017 году она попала в национальную сборную и после нескольких этапов Кубка мира поехала на чемпионат мира по конькобежному спорту в спринтерском многоборье в Калгари, где заняла 24-е место по сумме двух дистанции. В начале января 2018 года Джерика заняла 4-е место в забеге на 1000 м на соревнованиях в США и прошла квалификацию на олимпиаду.
На зимних Олимпийских играх 2018 года Джерика Тандиман дебютировала в забеге на 1000 м. 14 февраля 2018 года на Олимпийском Овале Каннына в забеге на 1000 м среди женщин она финишировала с результатом 1:18.02 (+4.46). В итоговом зачёте Тандиман заняла 28-е место.
Лучший, на данный момент, свой персональный показатель на соревновании международного уровня под эгидой ИСУ Тандиман продемонстрировала во время чемпионата мира по конькобежному спорту в спринтерском многоборье 2018 года, проходившем в китайском городе Чанчунь. 4 марта по результатам своего выступления с 158.480 (+7.75) очками она заняла 12-е место среди женщин в общем рейтинге.
В 2019 году Тандиман завершила карьеру спортсменки.

## Личная жизнь
Джерика Тандиман окончила среднюю школу Кернса в 2013 году и получила степень бакалавра в области физических упражнений и спортивных наук в Университете Бригама Янга Гавайи в 2019 году. Она работает в "Guardian Advocate Services, LLСв" в Солт-Лейк-Сити. Джерика любит путешествовать, любые виды декоративно-прикладного искусства, рисовать и быть вычурной. А ещё она любит печь десерты, особенно домашнее печенье с шоколадной крошкой. Джерика по вероисповеданию — христианка (мормоны) Родители Джерики, Эдвин и Кристин Тандиман, являются президентом и компаньоном Индонезийской Джакартской миссии ЦИХСПД (2021– настоящее время). У неё есть три сестры: Джастин, Джули и Джейми.